# Háj u Duchcova
Háj u Duchcova (deutsch Haan) ist eine Gemeinde im Ústecký kraj in Tschechien. 

## Geografie

### Lage
Háj u Duchcova liegt am Fuß der Südabdachung des Erzgebirges, etwa sechs Kilometer westlich von Teplice.

### Gemeindegliederung
Die Gemeinde Háj u Duchcova besteht aus den Ortsteilen und Katastralbezirken Domaslavice (Deutzendorf) und Háj u Duchcova (Haan). Die Ortschaft Háj u Duchcova gliedert sich in die Ortslagen Horní Háj (Oberhaan) und Dolní Háj (Unterhaan).

### Nachbarorte
|               |                                             | Hrob (Klostergrab) |
| Osek (Ossegg) | Kompassrose, die auf Nachbargemeinden zeigt | Jeníkov (Janegg)   |
|               | Duchcov (Dux)                               |                    |

## Geschichte

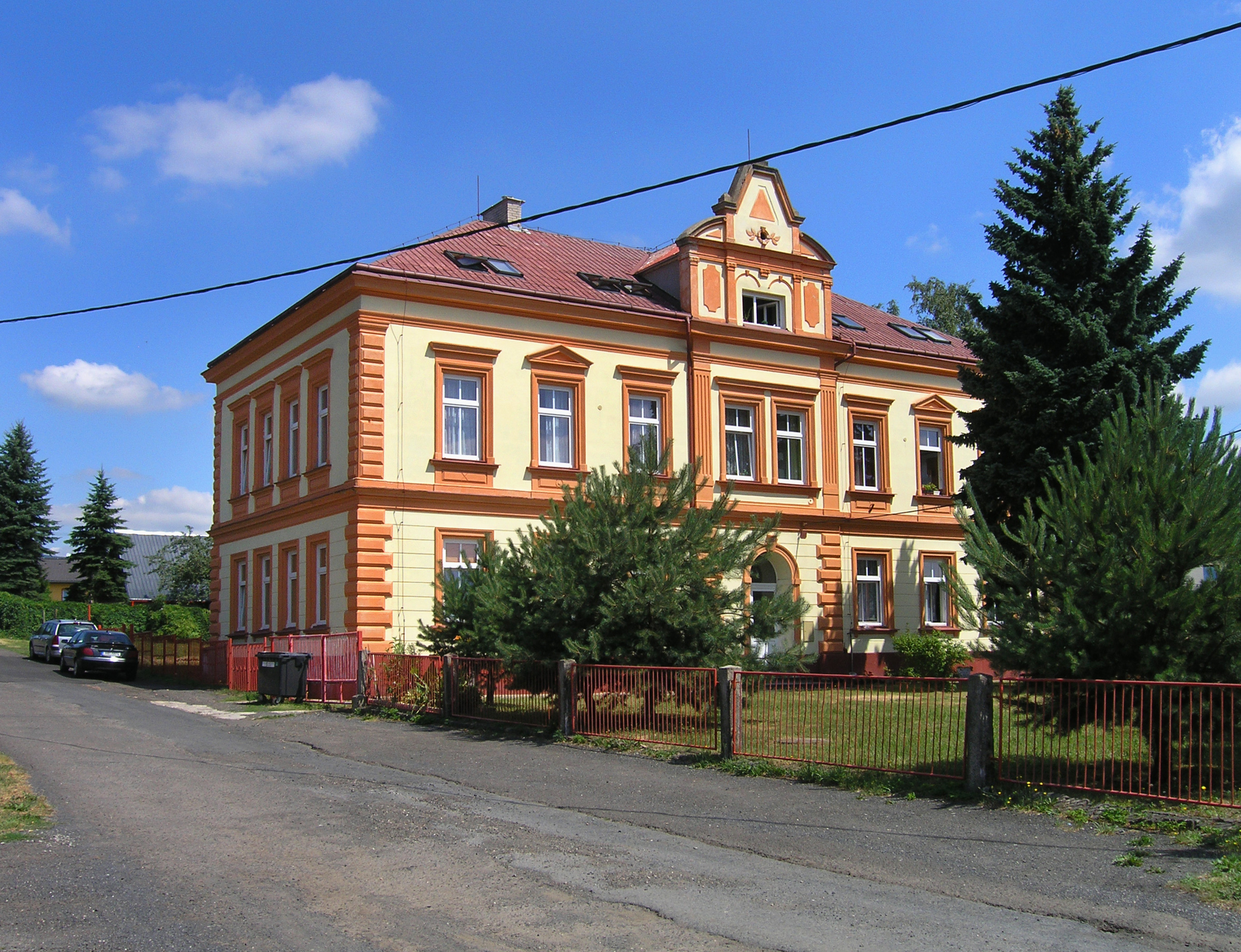
Alte Schule

Der Ort wird erstmals in den Gründungsurkunden des Klosters Ossegg 1203 erwähnt. Danach wurde dem Kloster vom Fürsten Slávek von Ossegg den Zisterziensern neben  anderen Siedlungen auch Háj übereignet. Seit Beginn der 1930er Jahre versuchte das Dorf von Osek unabhängig zu werden. 1950 wurde es dann vom tschechoslowakischen Parlament zur eigenständigen Gemeinde ernannt.

## Entwicklung der Einwohnerzahl
| Jahr | Einwohnerzahl |
| ---- | ------------- |
| 1869 | 878           |
| 1880 | 1226          |
| 1890 | 1739          |
| 1900 | 2501          |
| 1910 | 2853          |

| Jahr   | Einwohnerzahl |
| ------ | ------------- |
| 1921   | 2691          |
| 1930   | 2415          |
| 1950 1 | 1476          |
| 1961 1 | 1509          |
| 1970 1 | 1100          |

| Jahr   | Einwohnerzahl |
| ------ | ------------- |
| 1980 1 | 1050          |
| 1991 1 | 906           |
| 2001 1 | 952           |
| 2011 1 | 1033          |

## Söhne und Töchter der Stadt
- Emil Franzel (1901–1976), sudetendeutscher Bibliothekar, Buchautor und Politiker
- Josef Grünbeck (1925–2012), deutscher Politiker (FDP)